# Kodagurki, Devanhalli
Kodagurki là một làng thuộc tehsil Devanhalli, huyện Bangalore Rural, bang Karnataka, Ấn Độ.